# فتانه (فیلم)
فتانه فیلمی به کارگردانی و نویسندگی عباس دستمالچی محصول سال ۱۳۵۱ است.

## خلاصه داستان
بهمن (تقی مختار) تعمیرکار تلویزیون است...

## بازیگران
- تقی مختار
- توران مهرزاد
- دلارام
- داریوش اسدزاده
- منصور سپهرنیا
- فرنگیس فروهر
- عباس مهردادیان
- حسین ملکی
- عشقی
- کارمن